# Kengen
För andra betydelser, se Kengen (olika betydelser).
Kengen (japanska: 乾元?, Kengen), 1302–1303, är en period i den japanska tideräkningen. Kejsare var Go-Nijō och shogun prins Hisaaki.
Namnet på perioden är hämtat från ett citat ur I Ching.